# Срђан Миливојевић
Срђан Миливојевић (Крушевац, 2. август 1965) српски је политичар. Од 2024. обавља функцију председника Демократске странке. Од 1. августа 2022. народни је посланик у Народној скупштини Републике Србије.

## Биографија
Рођен је 2. августа 1965. у Крушевцу. Дипломирао је на Пољопривредном факултету Универзитета у Београду. По завршетку студија бавио се сточарством. Имао је и маркетиншку агенцију, а бавио се и угоститељством. Раније је био и власник ресторана брзе хране.
Тврдио да је учествовао у Антибирократској револуцији, али је одбио да оде да слуша говор на Газиместану Слободана Милошевића јер му је било јасно „ко је Милошевић и шта хоће”. Учествовао је у протестима против Милошевића, а касније се придружио Отпору чији је кандидат био на парламентарним изборима 2003. али није освојио мандат.
Отпор се 2004. спојио са Демократском странком (ДС), а Миливојевић је прешао у ДС. За посланика у Народној скупштини изабран је на парламентарним изборима 2007. Касније је поново биран 2008, 2012. и 2022.

## Контроверзе
Миливојевић је у децембру 2021. путем Twitter налога написао: „Андреј и Данило пронађену у шахту к’о Гадафи”. Аналитичари су ову објаву окарактерисали као претњу Андреју и Данилу Вучићу, односно брату и сину председника Србије Александра Вучића, док је Српска напредна странка ово осудила сматрајући да Миливојевић прети члановима породице Вучић да ће завршити убијени као Муамер ел Гадафи. Миливојевић је касније изјавио да се објава није односила на породицу Вучић, већ на „неког Андреја и неког Данила”.